# Gyurgyeviste
Gyurgyeviste (macedónul: Ѓурѓевиште, albánul Gjergjevishti) település Észak-Macedóniában, a Pologi körzet Vrapcsistei járásában.

## Népesség
| Lakosok száma | 474  | 525  | 580  | 733  | 744  |      | 676  | 403  | 198  |
|               | 1948 | 1953 | 1961 | 1971 | 1981 | 1991 | 1994 | 2002 | 2021 |

2002-ben 403 lakosa volt, akik közül 399 albán, 3 macedón és 1 egyéb.